# Tricholpium lasavensis
Genre
Espèce
Tricholpium lasavensis, unique représentant du genre Tricholpium, est une espèce de pseudoscorpions de la famille des Olpiidae.

## Distribution
Cette espèce est endémique des Dépendances fédérales au Venezuela. Elle se rencontre dans l'archipel de Las Aves.

## Description
Le mâle holotype mesure 2,42 mm, les mâles mesurent de 2,27 à 2,59 mm.

## Étymologie
Son nom d'espèce, composé de lasav[es] et du suffixe latin -ensis, « qui vit dans, qui habite », lui a été donné en référence au lieu de sa découverte, l'archipel de Las Aves.

## Publication originale
- Tooren, 2011 : New records of olpiid pseudoscorpions (Pseudoscorpiones: Olpiidae) from the Caribbean area and Surinam, with descriptions of four new species of the genera Pachyolpium Beier, Tricholpium gen. nov. and Heterohorus gen. nov. Zoologische Mededelingen, vol. 85, no 1, p. 169–194 (texte intégral).